# Papatlazolco
Papatlazolco es una población el estado mexicano de Puebla y que forma parte del municipio de Huauchinango, en el norte del estado.

## Localización y demografía
Papatlazolco es una localidad que se encuentra en el norte del estado, en la región de la Sierra Norte de Puebla y al centro-este del territorio municipal de Huauchinango. Sus coordenadas geográficas son 20°10′35″N 97°59′32″O / 20.17639, -97.99222 y tiene una altitud de 1 320 metros sobre el nivel del mar. Se encuentra directamente al sur de la Presa Tenango, ubicada junto a la población de Tenango de las Flores, y al norte de la Presa Nexapa, localizada en el vecino municipio de Tlaola.
De acuerdo con los resultados del Censo de Población y Vivienda de 2020 realizado por el Instituto Nacional de Estadística y Geografía, la población total de Papatlazolco es de 2 276 personas, de las cuales 1 198 son mujeres y 1 078 son hombres.

## En la prensa
El viernes 10 de junio de 2022 se registró en la población el linchamiento de una persona del sexo masculino, señalada a través de rumores y mensajes de WhatsApp, como presunto responsable de intentar privar de su libertad o raptar a menores de edad, hecho por el cual fue detenido por los pobladores, severamente golpeado y finalmente rociado con gasolina y quemado vivo sin que las autoridades pudieran evitarlo. Se precisó que la persona que perdió la vida no tenía relación alguna con dichos delitos y fue identificado como Daniel Picazo, de 31 años de edad, que había sido funcionario de la Cámara de Diputados y asesor de la diputada federal Joanna Felipe Torres.